# Гетерофиоз
Гетерофиоз (лат. heterophyiasis) — гельминтоз из группы трематодозов, характеризующийся явлениями аллергического характера, поражением кишечника и других органов.
Возбудитель — трематода Heterophyes heterophyes. Заражение человека происходит при поедании инвазированной рыбы. Болезнь встречается на Дальнем Востоке, а также в дельте Нила. Гельминтоз известен в Китае, Японии, на Филиппинах, в Индии, Египте, Йемене, Израиле, Тунисе, Греции. Инвазия имеет природно-очаговый характер.
Для болезни характерно развитие диспептических явлений и возможность поражения различных органов при заносе в них яиц гельминта. В ранней стадии заболевания характерны явления аллергического характера (лихорадка, сыпь и др.), затем присоединяются симптомы воспаления кишечника, нередко устойчивые. Возможен занос яиц паразита в миокард и головной мозг.
Яйца  гельминта иногда обнаруживают в миокарде и других органах, судя по сообщениям, они могут быть причиной миокардита.